# Хорлер, Натали
Натали́ Кри́стин Хо́рлер (нем. Natalie Christine Horler; 23 сентября 1981, Бонн, Северный Рейн-Вестфалия, Германия) — немецкая певица, журналистка и телеведущая английского происхождения.

## Биография
Натали Кристин Хорлер родилась 23 сентября 1981 года в Бонне (земля Северный Рейн-Вестфалия, Германия) в английской семье Дэвида и Кристин Хорлер. Есть четверо братьев и сестёр.
Начала карьеру в качестве клубной певицы. Солистка группы «Cascada» с 2004 года, которая представила Германию на «Евровидение-2013» и заняла 21-е место.
С 11 мая 2011 года Натали замужем за банкиром Морицем Раффелбергом. У супругов есть дочь — Джейми Раффелберг (род. 23 сентября 2015).